# François Gény

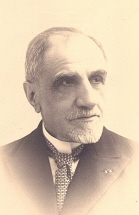
Gény 1934

François Gény (*  17. Dezember 1861 in Baccarat; † 16. Dezember 1959 in Nancy) war ein französischer Rechtsgelehrter und einer der geistigen Väter der modernen Methodenlehre.

## Leben und Werk
Gény wurde als viertes von zwölf Kindern des lothringischen Forstaufsehers Alfred Gény geboren. Nach dem Abitur 1878 studierte er Rechtswissenschaften an der Universität Nancy. Dort erwarb er nach seinem Diplom am 16. März 1885 seinen Doktortitel. Ab November 1887 lehrte er als Dozent in Algier, wo er am 12. April 1889 von der dortigen Universität zum Professor für römisches Recht ernannt wurde. Im November 1890 folgte er einem Ruf der Universität Dijon auf einen außerordentlichen Lehrstuhl; zum 1. Dezember 1892 wurde er dort zum ordentlichen Professor für Zivilrecht ernannt. Im November 1901 wechselte er an die Universität Nancy, wo er bis zu seiner Emeritierung 1931 lehrte und forschte. Von 1919 bis 1925 war er Dekan der dortigen juristischen Fakultät.
Gény gilt als einer der bedeutendsten Rechtstheoretiker des ausgehenden 19. und beginnenden 20. Jahrhunderts. Das Rechtsverständnis seiner Zeit war geprägt durch einen strengen Rechtspositivismus. Die Lehre vertrat überwiegend die Ansicht, der Gesetzgeber habe alle zu regelnden Probleme bereits positiv entschieden. Gesetzeslücken seien streng aus dem Wortlaut der Norm zu schließen. Einzig mögliches Rechtsfortbildungsinstrument war damit die Analogie und der Umkehrschluss. Gény vertrat wie auch einige seiner Zeitgenossen (unter anderem Léon Duguit und Maurice Hauriou) die Ansicht, der Gesetzgeber könne wegen der Komplexität und des Umfangs der gesamten Gesellschaft gar nicht alle möglichen Sachverhalte präsumtiv regeln. Insbesondere der Richter als vorrangiger Rechtsanwender sei daher berufen, etwaig auftretende Gesetzeslücken nach Billigkeit und allgemeinem Wohl zu schließen. Diese Ansicht hat auch im in diesem Zeitraum entstandenen Bürgerlichen Gesetzbuch in § 242 BGB Eingang gefunden. Génys Lehre hatte auch großen Einfluss auf die deutsche Freirechtsschule. Zudem hatte er maßgeblichen Anteil an der Schaffung des polnischen ZGB und des schweizerischen Obligationenrechts.

## Auszeichnungen
- 1914: Ehrendoktortitel der Universität Groningen
- 1927: Ehrendoktortitel der Universität Leuven
- 1929: Ehrendoktortitel der Universität Warschau
- 1929: Ehrendoktortitel der Universität Brüssel
- 1930: Ehrendoktortitel der Universität Genf
- 1934: Ehrendoktortitel der Universität Iași
- 1933: Mitglied der Bostoner Akademie der Wissenschaften
- 1934: Commandeur de la Légion d’Honneur
- 1935: Ehrendoktortitel der Universität Lausanne
- 1936: Ehrendoktortitel der Universität Basel
- 1937: Ehrendoktortitel der Universität Athen

## Werke (Auswahl)
- Méthode d’interprétation et sources en droit privé positif (in zwei Bänden 1899, zweite Auflage 1919).
- Des droits sur les lettres missives (1911)
- Science et technique en droit privé positif: nouvelle contribution à la critique de la méthode juridique (1914, vierte Auflage 1924)